# Propagació de creences

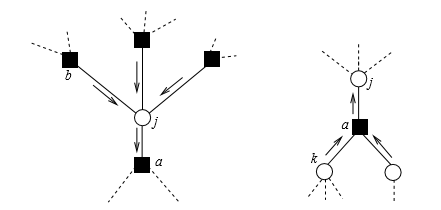
Representació parcial d'un factor graph. Resulta útil imaginar-se que dins dels nodos factors (cuadrados) radica una funció f a (x a) {\displaystyle f_{a}(x_{a})} que expressa la interacció entre les variables que resideixen al seu veïnat.

La propagació de creences, també coneguda com a transmissió de missatges suma-producte, és un algorisme de pas de missatges per realitzar inferències sobre models gràfics, com ara xarxes bayesianes i camps aleatoris de Markov. Calcula la distribució marginal per a cada node (o variable) no observat, condicionada a qualsevol node (o variable) observat. La propagació de creences s'utilitza habitualment en la intel·ligència artificial i la teoria de la informació, i ha demostrat un èxit empíric en nombroses aplicacions, com ara codis de control de paritat de baixa densitat, codis turbo, aproximació d'energia lliure i satisfacció.
L'algorisme va ser proposat per primera vegada per Judea Pearl l'any 1982, que el va formular com un algorisme d'inferència exacta sobre arbres, més tard estès als arbres. Tot i que l'algorisme no és exacte en gràfics generals, s'ha demostrat que és un algorisme aproximat útil.
Donat un conjunt finit de variables aleatòries discretes {\displaystyle X_{1},\ldots ,X_{n}} amb funció de massa de probabilitat conjunta {\displaystyle p}, una tasca habitual és calcular les distribucions marginals de la {\displaystyle X_{i}}. El marginal d'un sol {\displaystyle X_{i}} es defineix per ser
{\displaystyle p_{X_{i}}(x_{i})=\sum _{\mathbf {x} ':x'_{i}=x_{i}}p(\mathbf {x} ')}
on {\displaystyle \mathbf {x} '=(x'_{1},\ldots ,x'_{n})} és un vector de valors possibles per a {\displaystyle X_{i}}, i la notació {\displaystyle \mathbf {x} ':x'_{i}=x_{i}} significa que la suma s'agafa per sobre d'aquests {\displaystyle \mathbf {x} '} de qui {\displaystyle i} la coordenada és igual a {\displaystyle x_{i}}.
El càlcul de distribucions marginals mitjançant aquesta fórmula esdevé ràpidament computacionalment prohibitiu a mesura que creix el nombre de variables. Per exemple, donades 100 variables binàries {\displaystyle X_{1},\ldots ,X_{100}}, calculant un únic marginal {\displaystyle X_{i}} utilitzant {\displaystyle p} i la fórmula anterior implicaria la suma {\displaystyle 2^{99}\approx 6.34\times 10^{29}} valors possibles per {\displaystyle \mathbf {x} '}. Si se sap que la funció de massa de probabilitat {\displaystyle p} factors d'una manera convenient, la propagació de creences permet calcular els marginals de manera molt més eficient.